# Там, где даже ангелы боятся появиться
«Там, где даже ангелы боятся появиться» (англ. Where Angels Fear to Tread) — британская драма режиссёра Чарльза Старриджа (1991). Экранизация одноимённого произведения Эдварда Моргана Форстера. Фильм снят в итальянском городе Сан-Джиминьяно (провинция Сиена).

## Сюжет
Недавно овдовевшая и боящаяся попасть под влияние назойливых родственников мужа свободно настроенная Лилия Херритон едет в Италию с молодой подругой Кэролайн Эбботт. Там она влюбляется в сельскую местность и в Джино Карелла, красивого молодого человека значительно моложе её и менее состоятельного, с ним она и решает остаться. В это время в Лондоне родственники Херритоны потрясены её поведением и взволнованы будущим дочери Лилии Ирмы. Пуританская тёща посылает сына Филипа в Италию, чтобы образумить невестку и убедить её возвратиться домой, но по прибытии на Апеннинский полуостров молодой человек узнаёт о свадьбе как о свершившемся событии. Он возвращается домой ни с чем. Вместе с ним Италию покидает подруга Лилии мисс Кэролайн Эбботт, неспособная простить себя за этот неподходящий брак.
Однако итальянцы не привыкли видеть независимую женщину. Лилия поражена тем, что её желание свободы противоречит потребностям Джино. Их отношения становятся более устоявшимися, когда Лилия беременеет. Вскоре она умирает во время родов, оставляя мужа с грудным ребёнком на руках.
Когда известие о смерти Лилии достигает Англии, мисс Эбботт решает возвратиться в Италию, чтобы «спасти» мальчика от трудной жизни. Не желая дать Кэролайн опередить себя, свекровь Лилии посылает сына и дочь в Италию, чтобы купить или выкрасть ребёнка и воспитать его в Британии надлежащим образом. В пути пара испытывает тяготы: жару, неудобное помещение, трудности перевода. На месте Гарриет постоянно ворчит и всем недовольна, а Филип симпатизирует Кэролайн. Он также начинает привязываться к Джино, что заставляет Гарриет взять дело в свои руки и принять решение, которое приводит к трагическим последствиям…

## В ролях
- Руперт Грейвс — Филип Херритон
- Хелена Бонэм Картер — Кэролайн Эбботт
- Джуди Дэвис — Гарриет Херритон
- Джованни Гуиделли — Джино Карелла
- Хелен Миррен — Лилия Херритон
- Барбара Джеффорд (англ.) — миссис Херритон
- Софи Кулльман — Ирма Херритон

## Награды и номинации[1]
| Премия                                  | Категория                    | Имя         | Результат |
| --------------------------------------- | ---------------------------- | ----------- | --------- |
| Общество кинокритиков Бостона 1992 года | Лучшая актриса второго плана | Джуди Дэвис | Победа    |